# Ilha Dougherty

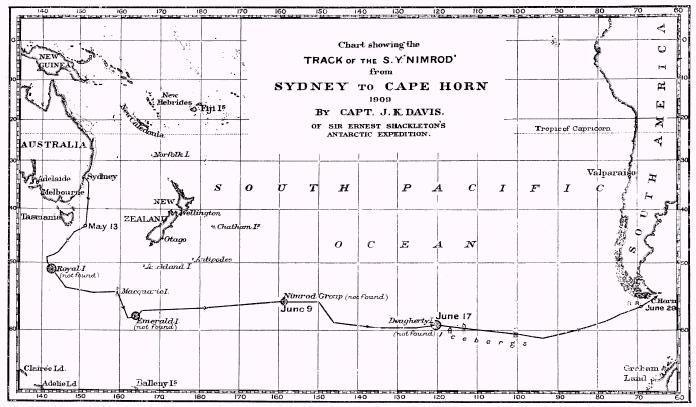
Pesquisa de 1909 pela ilha Dougherty e outras ilhas-fantasma

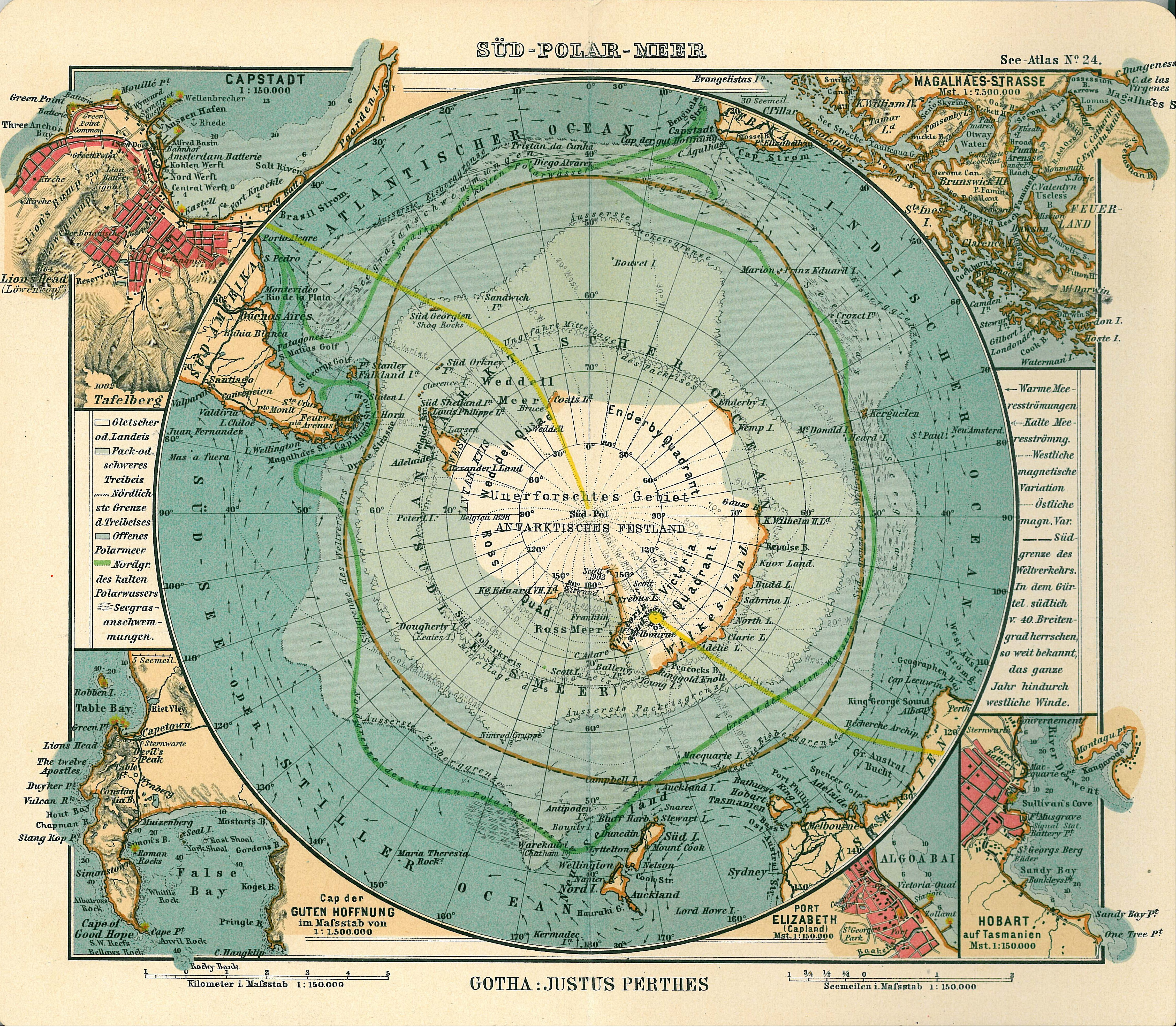
Mapa alemão de 1906 com a ilha Dougherty Island (em baixo à esquerda, 60°S, 120°W)

Dougherty é uma ilha-fantasma que se pensava estar localizada no extremo sul do Oceano Pacífico, a meio caminho entre o cabo Horn e a Nova Zelândia. O seu nome tem origem no capitão Dougherty do James Stewart, um navio baleeiro inglês, o qual, em 1841 relatou a sua descoberta  nas coordenadas 59° 20′ S, 120° 20′ O. Descreveu-a como tendo 5–6 milhas de comprimento, com uma escarpa muito acentuada a nordeste, e coberta de neve. A descoberta de Dougherty foi confirmada pelo capitão Keates do Louise em 1860, dadas as coordenadas 59° 20′ S, 120° 18′ O, e pelo capitão Stannard do Cingalese em 1886, com a localização 59° 21′ S, 119° 07′ O.
Contudo, exploração mais a fundo no final do século XIX e início do XX, estabeleceram que a ilha não existe. O capitão Davis do Nimrod avançou com a hipótese de que Dougherty, Keates e Stannard tenham sido induzidos em erro por bancos de nevoeiro ou icebergues (no final, nenhum deles afirmou ter desembarcado na ilha): "Estou inclinado a pensar que a ilha Dougherty tenha derretido."